# DN Galan 2017
DN Galan 2017 – mityng lekkoatletyczny, który odbył się 18 czerwca w Sztokholmie. Zawody były szóstą odsłoną prestiżowej Diamentowej Ligi w sezonie 2017.

## Wyniki

### Mężczyźni
| Konkurencja:                  | 1. miejsce          | Rezultat   | 2. miejsce           | Rezultat | 3. miejsce             | Rezultat   |
| Bieg na 100 m                 | Andre De Grasse     | 9,69       | Ben-Youssef Meïté    | 9,84     | Ryan Shields           | 9,89       |
| Bieg na 400 m                 | Steven Gardiner     | 44,58      | Baboloki Thebe       | 44,99    | Kévin Borlée           | 45,47 SB   |
| Bieg na 1500 m                | Timothy Cheruiyot   | 3:30,77 WL | Alsadik Mikhou       | 3:31,49  | Aman Wote              | 3:31,63 SB |
| Bieg na 110 m przez płotki    | Orlando Ortega      | 13,09      | Siergiej Szubienkow  | 13,10    | Shane Brathwaite       | 13,25      |
| Bieg na 400 m przez płotki    | Karsten Warholm     | 48,82      | Rasmus Mägi          | 49,16    | Yasmani Copello        | 49,18      |
| Bieg na 3000 m z przeszkodami | Soufiane El Bakkali | 8:15,01    | Yemane Haileselassie | 8:18,29  | Nicholas Kiptanui Bett | 8:21,98    |
| Skok w dal                    | Luvo Manyonga       | 8,36       | Rushwal Samaai       | 8,29     | Radek Juška            | 8,09       |
| Rzut dyskiem                  | Fedrick Dacres      | 68,36      | Daniel Ståhl         | 68,13    | Andrius Gudžius        | 67,29      |

### Kobiety
| Konkurencja:  | 1. miejsce         | Rezultat | 2. miejsce         | Rezultat | 3. miejsce       | Rezultat |
| Bieg na 200 m | Murielle Ahouré    | 22,68 SB | Crystal Emmanuel   | 22,69 PB | Rebekka Haase    | 22,76 PB |
| Bieg na 800 m | Francine Niyonsaba | 1:59,11  | Lovisa Lindh       | 1:59,41  | Selina Büchel    | 1:59,66  |
| Skok o tyczce | Nicole Büchler     | 4,65 SB  | Angelica Bengtsson | 4,65 SB  | Robeilys Peinado | 4,65 NR  |
| Skok wzwyż    | Marija Lasickienė  | 2,00     | Kamila Lićwinko    | 1,97 SB  | Sofie Skoog      | 1,94 =PB |
| Rzut dyskiem  | Yaime Pérez        | 67,92 SB | Sandra Perković    | 67,75    | Nadine Müller    | 65,74    |

## Rekordy
Podczas mityngu ustanowiono 1 rekord krajowy w kategorii seniorów:
| Zawodnik         | Reprezentacja | Konkurencja   | Rezultat |
| ---------------- | ------------- | ------------- | -------- |
| Robeilys Peinado | Wenezuela     | skok o tyczce | 4,65     |